# Cesari (abat)
Cesari fou el fundador i primer abat del monestir de Santa Cecília de Montserrat (945-981). Possiblement immigrat d'altres terres de tradició visigòtica, pertanyia a l'estament nobiliari i dirigent del país.
L'any 942 Cesari va adquirir l'alou de Santa Cecília situat al comtat de Manresa i al castell Marro. Sembla que allà ja existia una activitat eremítica de tradició visigòtica. Cesari organitzà, amb la protecció dels comtes de Barcelona, Sunyer i Riquilda, un monestir benedictí. El 945, el bisbe Jordi de Vic autoritzava la institució del monestir i nomenava Cesari com a abat. El monestir havia de regir-se segons la regla de sant Benet i de mantenir-se sota l'obediència canònica dels bisbes de Vic. El 951 Cesari va viatjar a Reims on el rei Lluís d'Ultramar li va concedir un precepte que confirmava la personalitat jurídica de l'abadia. Posteriorment va viatjar a Roma on el Papa Agapit II li concedí una butlla pontifícia.
Cesari era un home de gran ambició, pretengué ser arquebisbe de Tarragona, encara en poder dels musulmans i restaurar-ne l'arxidiòcesi. L'any 946 va viatjar a Santiago de Compostel·la on en un sínode episcopal demanà la investidura com a arquebisbe de Tarragona el 29 de novembre. Tot i això, un cop tornat a Catalunya, aquesta titulació només fou reconeguda pels seus monjos per l'oposició de l'arquebisbe metropolità de Narbona i de tots els bisbes catalans. Cesari recorregué al Papa Joan XIII que no consta que fes cap pas. L'abat de Santa Cecília firmà fins a la mort com a "arquebisbe de Tarragona".